# Liste des clochers-murs de l'Aisne
Cet article recense les édifices religieux de l'Aisne, en France, munis d'un clocher-mur.

## Liste
| Édifice                                                               | Commune           | Notes            | Coordonnées                      | Photo                                                                  |
| --------------------------------------------------------------------- | ----------------- | ---------------- | -------------------------------- | ---------------------------------------------------------------------- |
| Mémorial du Chemin des Dames                                          | Cerny-en-Laonnois |                  | 49° 26′ 53″ nord, 3° 40′ 30″ est | Cerny-en-Laonnois, chapelle-mémorial du Chemin des Dames               |
| Chapelle Saint-Jean de Salsogne                                       | Ciry-Salsogne     |                  | 49° 21′ 36″ nord, 3° 28′ 08″ est | Ciry-Salsogne, chapelle Saint-Jean                                     |
| Église Saint-Quentin de Courbes                                       | Courbes           |                  | 49° 41′ 08″ nord, 3° 27′ 11″ est | Courbes, église Saint-Quentin                                          |
| Église Saint-Didier d'Essigny-le-Petit                                | Essigny-le-Petit  |                  | 49° 53′ 58″ nord, 3° 22′ 05″ est | Essigny-le-Petit, église Saint-Didier                                  |
| Église Saint-Pierre de Fressancourt                                   | Fressancourt      |                  | 49° 38′ nord, 3° 26′ est         | Fressancourt, église Saint-Pierre                                      |
| Chapelle de la commanderie de Laon                                    | Laon              |                  | 49° 33′ 47″ nord, 3° 37′ 38″ est | Laon, chapelle des Templiers                                           |
| Chapelle Saint-Christophe de Semilly-sous-Laon                        | Laon              |                  | 49° 33′ 10″ nord, 3° 36′ 26″ est |                                                                        |
| Chapelle de la Sainte Famille de Maurepas (Somme), hameau de Leforest | Maurepas          |                  | 49° 59′ 23″ nord, 2° 52′ 08″ est | Chapelle de la Sainte Famille de Maurepas, hameau de Leforest          |
| Chapelle du cimetière de Mons-en-Laonnois                             | Mons-en-Laonnois  |                  | 49° 32′ 02″ nord, 3° 33′ 15″ est |                                                                        |
| Église Saint-Martin de Mont-Saint-Martin                              | Mont-Saint-Martin |                  | 49° 16′ 57″ nord, 3° 38′ 21″ est | Mont-Saint-Martin, église Saint-Martin                                 |
| Chapelle Saint-Martin de Courtecon                                    | Pancy-Courtecon   |                  | 49° 27′ 17″ nord, 3° 38′ 58″ est | Pancy-Courtecon, chapelle Saint-Martin                                 |
| Église de la Nativité-de-la-Sainte-Vierge de Vauxcéré                 | Les Septvallons   | Classé MH (1924) | 49° 20′ 26″ nord, 3° 38′ 18″ est | Les Septvallons, église de la Nativité-de-la-Sainte-Vierge de Vauxcéré |
| Église Saint-Martin de Merval                                         | Les Septvallons   | Classé MH (1919) | 49° 21′ 13″ nord, 3° 41′ 48″ est | Les Septvallons, église Saint-Martin de Merval                         |
| Église Saint-Pierre de Barbonval                                      | Les Septvallons   | Classé MH (1922) | 49° 21′ 28″ nord, 3° 40′ 21″ est |                                                                        |
| Église Saint-Rémi de Serval                                           | Serval            | Classé MH (1922) | 49° 21′ 17″ nord, 3° 41′ 05″ est |                                                                        |
| Chapelle Saint-Blaise de Vermand                                      | Vermand           |                  | 49° 52′ 42″ nord, 3° 09′ 30″ est |                                                                        |